# Bang! (revista)
Bang! fou una revista espanyola en llengua castellana d'«informació i estudis sobre la historieta», tal com indicaba el seu propi subtítol. El primer número fou publicat el 1968 pel Grupo de Estudios de la Literatura Populares y de la Imagen (GELPI). En els seus inicis va estar dirigida pels historiadors i experts en còmics Antonio Martín i Antonio Lara, els quals van comptar amb l'ajuda en la producció de Mariano Ayuso, Estrella Espada i Perich. Va durar fins al 1977, amb una publicació total de 15 entregues. A part dels números regulars, va editar també cinquanta botlletins informatius, una antologia del còmic de ciència-ficció i tres quaderns de reedicions.

## Trajectòria editorial
Bang! va sorgir com a fanzine a l'agost del 1968, amb el número "00", el qual fou seguit pel número "0" el març de 1969.
A partir del segon número la revista va passar a ser dirigida en solitari per Antonio Martín, el qual va esdevenir-ne també l'editor a partir del número 3, sota la denominació de "Martín Editor".
- 04
- 05 (04/1971): Els tebeos en la indústria de la cultura.
- 06 (1971): La historieta espanyola a Amèrica.
- 08 (1973): Alberto Breccia / Mort Cinder.
- 09
- 10
- 11 (1974): Guions i guionistes

A causa d'una historieta de Víctor Mora i Luis García publicada al número 12, la revista va ser objete d'un judici per faltes.
El número 13 (1974) va estar dedicat al còmic polític sota el règim franquista.
El 1977 la revista va iniciar una segona època, en un mercat que ara ja també comptava amb la resita Sunday Comics de Mariano Ayuso.

## Col·laboradorss
Van col·laborar amb la revista Bang!:
- Francisco Alemán Sainz
- Carlos Buiza
- Juan José Cagigal
- Luis Conde Martín
- Jesús Cuadrado
- Manuel Darias
- Pacho Fernández Larrondo
- Alfons Figueras
- Ignacio Fontes
- Carlo Frabetti
- Luis Gasca
- Carlos Giménez
- Romà Gubern
- José Luis Martínez Montalbán
- Enrique Martínez Peñaranda
- Federico Moreno Santabárbara
- Joan Navarro
- Ludolfo Paramio
- Arturo Ramos
- Luis Reyes
- Félix-Fabián Rodríguez
- Francisco José Ruiz Gisbert
- Domingo Santos
- Víctor Luis Segalá
- Antoni Segarra
- Pedro Tabernero
- Josep Toutain
- Iván Tubau
- Francisco Umbral
- Luis Vigil

## Valoració
Bang! fou la segona revista sobre còmic editada a Espanya, després de Cuto (1967) de Luis Gasca. El crític Manuel Darias lal considera la millor publicació en la seva especialitat fins a l'aparició el 200 de la revista CHT. En paraules de Francesca Lladó, «realment fou el primer intent seriós per dur a terme un estudi del còmic».

## Bibliografíia
- CUADRADO, Jesús (2000). De la historieta y su uso 1873-2000, Ediciones Sinsentido/Fundación Germán Sánchez Ruipérez